# Em Teu Olhar
"Em Teu Olhar" é uma canção do cantor brasileiro MC Daleste. De acordo com o próprio Daleste a canção baseia-se em fatos reais de sua vida. A canção de gênero pop foi lançada em 2011, mais só recebeu como single oficialmente em 20 de setembro de 2013. A canção foi inspiração para o cantor MC Gui com o Single "Sonhar".[carece de fontes?] Outros cantores fizeram cover da canção, como Naldo Benny e Buchecha.[carece de fontes?]